# Lijst van afleveringen van Ja zuster, nee zuster
Dit is een lijst van afleveringen van de komische televisieserie Ja zuster, nee zuster, die werd uitgezonden van 1966 tot en met 1968. Alle uitzenddata zijn inbegrepen. 

## Rolverdeling
- Zuster Klivia - Hetty Blok
- Gerrit/Opa - Leen Jongewaard
- Ingenieur - Piet Hendriks
- Buurman Boordevol - Dick Swidde
- Jet - Carla Lipp
- Bertus - John Kuipers
- Bobby - Barrie Stevens
- Lorre (De papegaai) - Piet Ekel

## Afleveringen

### Afl. 1: Gerrit
- Eerste uitzenddatum: 03-09-1966
- Herhaald: 04-07-1967
- Liedjes: Ik verander en Ik krijg 't weer

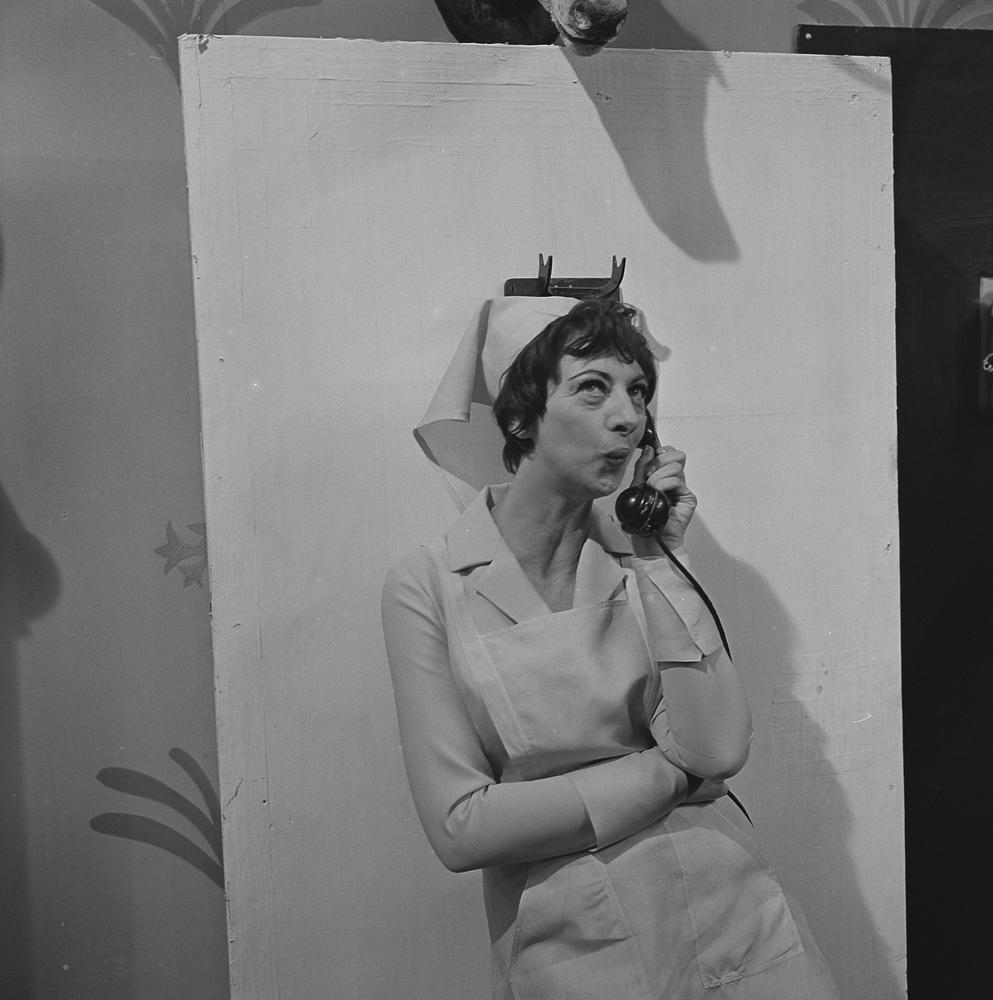
Hetty Blok als Zuster Klivia in de eerste aflevering

- Gastacteur: -

### Afl. 2: Arme ingenieur voor de rechter
- Eerste uitzenddatum: 21-09-1966
- Liedjes: De beer en Poes, poes, poes (Juffrouw waarom is uw kat zo blauw?)
- Gastacteur: Jan Verkoren als rechter

### Afl. 3: Het hoofd koel houden
- Eerste uitzenddatum: 01-10-1966
- Liedjes: Duifies, duifies, We hebben een plan en Er was een stoere zeeman
- Gastacteur: Sjef van Leeuwen als Hoofd Veiligheidsdienst

### Afl. 4: Lodewijk
- Eerste uitzenddatum: 29-10-1966
- Herhaald: 08-07-1967
- Vlaanderen: 28-09-1968
- Liedjes: Naar Zwitserland, Lodewijk waar zit je? en Ik heb 't bewijs
- Gastacteurs: Peter Aryans als de Directeur van het Aardgas en Maarten Ruyter als Lodewijk

### Afl. 5: Alarm
- Eerste uitzenddatum: 26-11-1966
- Vlaanderen: 23-11-1968
- Liedjes: M'n opa en Jij hebt gelogen, Gerrit
- Gastacteur: Gerard Heystee als Notaris

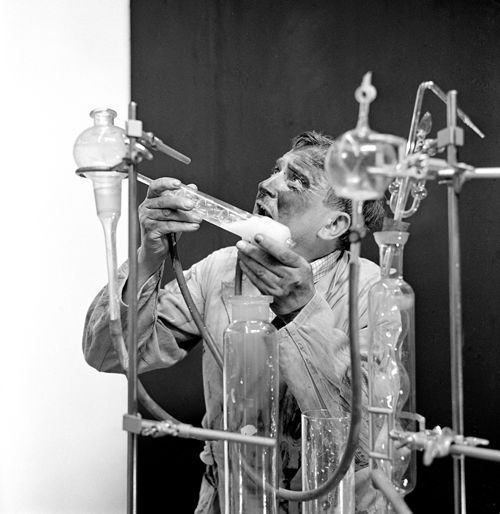
De ingenieur (Piet Hendriks) aan het werk in de vijfde aflevering

### Afl. 6: Knibbeltje
- Eerste uitzenddatum: 24-12-1966
- Herhaald: 01-08-1967
- Liedjes: Tippetip-bat-bat en Knibbel ons konijn
- Gastacteurs: Els Bouman als mevrouw de Kneu en Robert Sobels als professor Geitemelker

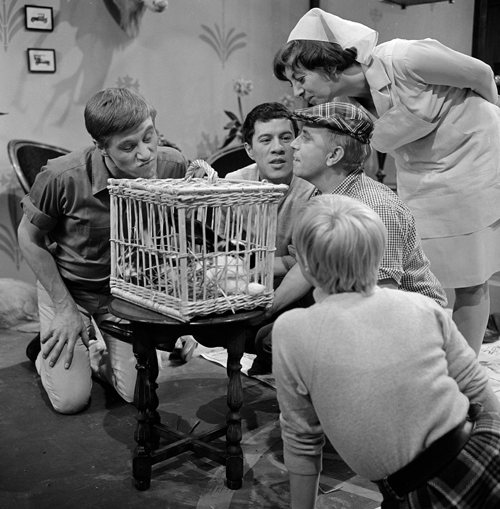
De vaste acteurs buigen zich in de zesde aflevering over Knibbeltje het konijn

### Afl. 7: Repelsteeltje
- Eerste uitzenddatum: 21-01-1967
- Herhaald: 05-08-1967 én 13-07-1968
- Liedjes: Hé, hé word wakker, Ik ben de molenaar, Goud uit stro, In een kille koude paardenstal en Buiten waait de noorderwind
- Gastacteur: Jan Blaaser als bakker

### Afl. 8: Klaverblaadje
- Eerste uitzenddatum: 18-02-1967
- Herhaald: 29-08-1967
- Vlaanderen: 21-12-1968
- Liedjes: Hendrik Haan, Schipbreukeling en M'n opa (herhaald van aflevering 5).
- Gastacteurs: Sacco van der Made als voorzitter van de bloemenshow en Koos Postema als zichzelf

### Afl. 9: Salon Mimosa
- Eerste uitzenddatum: 18-03-1967
- Herhaald: 02-09-1967
- Vlaanderen: 04-01-1969
- Liedjes: Wosjni Nowgarad, Waar moeten we naartoe? en Geld alles kan je kopen voor geld
- Gastacteur: Winnifred Bosboom als mevrouw Vinkeveen

### Afl. 10: De automatische speurhond
- Eerste uitzenddatum: 15-04-1967
- Herhaald: 26-09-1967
- Vlaanderen: 09-11-1968 én 14-11-1968
- Liedjes: Bello, Iedereen is wel eens bang, De twips en Duifies, duifies (herhaald van aflevering 3).
- Gastacteur: Loe Steenbergen als meneer Hofmeyer

### Afl. 11: Haan en Fuchsia's
- Eerste uitzenddatum: 07-10-1967
- Vlaanderen: 01-02-1969
- Liedjes: Wil u een stekkie van de fuchsia?, De oude Jacob, en Wij zijn bang voor de bullebak en M'n opa (herhaald van aflevering 8).
- Gastacteur: Johan Kaart als slager

### Afl. 12: De knödel
- Eerste uitzenddatum: 04-11-1967
- Herhaald: 01-06-1968
- Liedjes: Met u onder een paraplu en Stop doe 't niet!
- Gastacteur: Ko van Dijk als parapluwinkelier Johan de Groot

### Afl. 13: Pakjes perikelen
- Eerste uitzenddatum: 02-12-1967
- Liedjes: Groot zijn, Samen met één vrijer en Gerrit de liftboy
- Gastacteur: Maya Bouma als mevrouw Maarseveen

### Afl. 14: Mijnheer Mangel
- Eerste uitzenddatum: 26-12-1967
- Liedjes: Elektrieke deken, Twee beschermengeltjes van opa en Ik wil 't niet
- Gastacteur: Gerard Hartkamp als Mijnheer Mangel

### Afl. 15: Ingenieur naar Engeland
- Eerste uitzenddatum: 27-01-1968
- Liedjes: Ingenieur op klompen, Muis in de supermarkt en Mini en Maxi
- Gastacteur: Onno van de Koppel als Keesje

### Afl. 16: De pruiselaars en Wim Sonneveld
- Eerste uitzenddatum: 24-02-1968
- Herhaald: 24-08-1968
- Vlaanderen: 18-01-1969
- Liedjes: Met Wim Sonneveld in bad, De kat van Ome Willem, In een rijtuigie en Op de step
- Gastacteur: Wim Sonneveld

### Afl. 17: De souvenirwinkel
- Eerste uitzenddatum: 23-03-1968
- Herhaald: 27-07-1968
- Vlaanderen: 26-10-1968
- Liedjes: Harry en Souvenir uit Nederland
- Gastacteur: Enny Mols-de Leeuwe als mevrouw Blits van de souvenirwinkel

### Afl. 18: Ja Gerrit, Nee Gerrit
- Eerste uitzenddatum: 20-04-1968
- Herhaald: 29-06-1968 én 10-08-1968
- Vlaanderen: 07-12-1968
- Liedjes: Laat ze breien, Hou je gedeisd en Stroei-voei
- Gastacteur: Hans Boskamp als Dirk

### Afl. 19: Circus
- Eerste uitzenddatum: 18-05-1968
- Liedjes: Aan de trapeze, Altijd ben ik bereid en Ladumaar meneer
- Gastacteur: Luc Lutz als meneer Smit de elektricien

### Afl. 20: Lorre is ziek
- Eerste uitzenddatum: 07-09-1968
- Liedjes: Lorre is ziek, De jongens van de reisvereniging, Hallo zei de muis en Popocatepetl
- Gastacteur: Albert Mol als boetiekhouder Wouter

### "Liedjes uit Ja Zuster Nee Zuster"
- Tijdens de loop van de serie werd er al een compilatie van liedjes uitgezonden, gepresenteerd door "de ingenieur" op 22-11-1967.
- Een verdere verzameling werd uitgezonden na afloop van de serie, op 24-12-1968. Op basis van de lengte is dit waarschijnlijk dezelfde als uitgezonden door de BRT op 25-06-1969 (enige tijd nadat zij een tiental afleveringen hadden uitgezonden op de Vlaamse zender). Net als de integrale afleveringen is ook deze verloren.
- Het Nederlands Instituut voor Beeld en Geluid heeft een selectie liedjes die voor het eerst is uitgezonden op 31 december 1999. Deze nieuwe compilatie is gemaakt met behulp van filminlassen en een kopie van slechte kwaliteit van de oudste liedjescompilatie. Het is een extra op de dvd van de film uit 2002.
- Diverse clips uit de liedjes zijn teruggevonden bij de BRT in 2012 en 2021.[1]